# Władysław Kielian
Władysław Kielian (ur. 23 października 1952 w Gorzkowie) – polski działacz związkowy, poseł na Sejm III kadencji.

## Życiorys
Absolwente Technikum Elektrotechnicznego w Krakowie (1972). Od 1973 pracownik Huty im. Lenina. W 1980 został działaczem w „Solidarności”, uczestniczył w strajkach w 1981 i 1988. Zajmował się kolportażem wydawnictw podziemnych. W latach 90. kierował Komisją Robotniczą Hutników w swoim zakładzie pracy. Po prywatyzacji przedsiębiorstwa stanął na czele Międzyzakładowej Komisji Koordynacyjnej ZOK NSZZ „Solidarność” Mittal Steel Poland. Zasiadał w Komisji Krajowej NSZZ „Solidarność”.
Był posłem na Sejm III kadencji z ramienia Akcji Wyborczej Solidarność z okręgu krakowskiego (1997–2001). Do 2001 należał do liderów Ruchu Społecznego AWS w województwie małopolskim.
W 2012 został odznaczony Krzyżem Wolności i Solidarności, a w 2018 Krzyżem Oficerskim Orderu Odrodzenia Polski (2018).